# Impression Graphics
Impression Graphics România este o companie tipografică, una dintre primele companii de producție publicitară din România.
Compania face parte din grupul Impression Global, care deține la nivel mondial 34 de birouri comerciale și 15 unități de producție.
Impression Graphic România există pe piață din anul 1998, sub numele de HECHT România.
În 2006 compania preia numele grupului din care făcea parte încă din 2002.
Cifra de afaceri în 2007: 5 milioane euro